# Чемпіонат УРСР з легкої атлетики 1982
Чемпіонат УРСР з легкої атлетики 1982 був проведений у Києві на Республіканському стадіоні.
Основна програма чемпіонату була розбита на два етапи: 8-10 липня були проведені змагання з бігу на середні та довгі дистанції та спортивної ходьби, а 7-9 серпня — зі спринту та технічних дисциплін.
Республіканські чемпіонати з інших дисциплін легкої атлетики були проведені окремо.

## Призери основного чемпіонату

### Чоловіки
| Дисципліни                | Золото                                                                    | Золото  | Срібло                                 | Срібло  | Бронза                                      | Бронза  |
| ------------------------- | ------------------------------------------------------------------------- | ------- | -------------------------------------- | ------- | ------------------------------------------- | ------- |
| 100 метрів                | Віктор Бризгін Ворошиловградська обл.                                     | 10,2    | Володимир Лосєв Ворошиловградська обл. | 10,3    | Віталій Цехович Київ                        | 10,3    |
| 200 метрів                | Віктор Бризгін Ворошиловградська обл.                                     | 20,8    | Віталій Цехович Київ                   | 20,8    | Сергій Голіус Харківська обл.               | 21,0    |
| 400 метрів                | Павло Рощин Одеська обл.                                                  | 46,0    | Віктор Бураков Київ                    | 46,2    | Сергій Мельников Донецька обл.              | 46,9    |
| 800 метрів                | Айраз Хаснутдінов Харківська обл.                                         | 1.48,3  | Ігор Ломаковський Київ                 | 1.48,4  | Сергій Горшков Кримська обл.                | 1.48,5  |
| 1500 метрів               | Сергій Шаповалов Харківська обл.                                          | 3.40,7  | Петро Анисим Вінницька обл.            | 3.41,4  | Володимир Білецький Харківська обл.         | 3.42,8  |
| 5000 метрів               | Анатолій Крохмалюк Вінницька обл.                                         | 13.42,5 | Анатолій Недибалюк Вінницька обл.      | 13.46,8 | Віктор Недибалюк Київська обл.              | 13.46,9 |
| 10000 метрів              | Михайло Кривонос Івано-Франківська обл.                                   | 29.29,6 | Олександр Пасарюк Чернівецька обл.     | 29.30,0 | Василь Терентьєв Донецька обл.              | 29.30,6 |
| 110 метрів з бар'єрами    | Микола Куляша Дніпропетровська обл.                                       | 13,8    | Володимир Заїка Київ                   | 13,9    | Віктор Батраченко Дніпропетровська обл.     | 14,0    |
| 400 метрів з бар'єрами    | Олександр Чешко Київ                                                      | 49,4    | Олександр Васильєв Київ                | 49,8    | Сергій Мельников Донецька обл.              | 50,3    |
| 3000 метрів з перешкодами | Борис Прус Київ                                                           | 8.24,8  | Олександр Величко Київ                 | 8.38,2  | Володимир Никитюк Київ                      | 8.38,6  |
| 4×100 метрів              | Київ-1Віталій Цехович Володимир Заїка Володимир Ігнатенко Андрій Скребець | 40,2    | Ворошиловградська обл.                 | 40,4    | Харківська обл.                             | 40,6    |
| 4×400 метрів              | Київ-1Олександр Васильєв Олександр Чешко Валерій Сташук Віктор Бураков    | 3.09,5  | Дніпропетровська обл.                  | 3.11,2  | Харківська обл.                             | 3.12,1  |
| Ходьба 20 кілометрів      | Микола Кривохижа Сумська обл.                                             | 1:33.36 | В. Кокаєв Сумська обл.                 | 1:35.23 | Віктор Черняхович Житомирська обл.          | 1:37.00 |
| Стрибки у висоту          | Олексій Дем'янюк Львівська обл.                                           | 2,28    | Олександр Котович Київ                 | 2,24    | Анатолій Коробенко Київ                     | 2,21    |
| Стрибки з жердиною        | Віктор Спасов Київ                                                        | 5,40    | Олександр Черняєв Київ                 | 5,30    | Аркадій Шквира Донецька обл.                | 5,30    |
| Стрибки в довжину         | Юрій Самарін Дніпропетровська обл.                                        | 7,81    | Вадим Кишиневський Запорізька обл.     | 7,72    | Сергій Лаєвський Дніпропетровська обл.      | 7,70    |
| Потрійний стрибок         | Вадим Кобилянський Харківська обл.                                        | 16,84   | Олександо Лисичонок Київ               | 16,47   | Олександр Яковлєв Київ                      | 16,46   |
| Штовхання ядра            | Володимир Кисельов Полтавська обл.                                        | 20,15   | Анатолій Ярош Ворошиловградська обл.   | 20,15   | Віктор Степанський Рівненська обл.          | 19,42   |
| Метання диска             | Ігор Дугинець Одеська обл.                                                | 65,32   | Геннадій Тищенко Київ                  | 59,74   | Григорій Верзун Київська обл.               | 59,30   |
| Метання молота            | Віктор Литвиненко Київська обл.                                           | 75,90   | Юрій Кащенко Дніпропетровська обл.     | 75,66   | Олександр Гурмаженко Ворошиловградська обл. | 74,84   |
| Метання списа             | Василь Єршов Запорізька обл.                                              | 83,16   | Сергій Гаврась Харківська обл.         | 79,80   | Валерій Кожанкін Київ                       | 79,00   |

### Жінки
| Дисципліна             | Золото                                                                           | Золото  | Срібло                                    | Срібло  | Бронза                               | Бронза  |
| ---------------------- | -------------------------------------------------------------------------------- | ------- | ----------------------------------------- | ------- | ------------------------------------ | ------- |
| 100 метрів             | Раїса Махова Дніпропетровська обл.                                               | 11,1 NR | Ірина Романова Донецька обл.              | 11,3    | Лариса Сивоконь Харківська обл.      | 11,3    |
| 200 метрів             | Раїса Махова Дніпропетровська обл.                                               | 22,5 NR | Лариса Сивоконь Харківська обл.           | 23,7    | Валентина Лісовська Одеська обл.     | 23,9    |
| 400 метрів             | Ніна Шульгіна Харківська обл.                                                    | 53,5    | Валентина Лісовська Одеська обл.          | 53,6    | Людмила Джигалова Харківська обл.    | 53,7    |
| 800 метрів             | Світлана Попова Харківська обл.                                                  | 2.02,7  | Тетяна Мішкель Харківська обл.            | 2.03,1  | Наталія Лінькова Харківська обл.     | 2.04,8  |
| 1500 метрів            | Світлана Попова Харківська обл.                                                  | 4.05,7  | Тетяна Мішкель Харківська обл.            | 4.08,0  | Ніна Коняхіна Харківська обл.        | 4.09,8  |
| 3000 метрів            | Ніна Коняхіна Харківська обл.                                                    | 8.50,2  | Наталія Лагункова Чернігівська обл.       | 8.55,3  | Олена Скачкова Харківська обл.       | 9.00,4  |
| 100 метрів з бар'єрами | Людмила Оринянська Київська обл.                                                 | 12,8 NR | Надія Коршунова Харківська обл.           | 13,0    | Надія Базилевська Львівська обл.     | 13,2    |
| 400 метрів з бар'єрами | Тетяна Василенко Ворошиловградська обл.                                          | 56,1    | Олена Самаї Закарпатська обл.             | 57,3    | Галина Говдун Дніпропетровська обл.  | 57,9    |
| 4×100 метрів           | Дніпропетровська обл.С. Сотникова Людмила Паламаренко Ірина Слюсар Раїса Махова  | 45,9    | Запорізька обл.                           | 46,3    | Донецька обл.                        | 46,6    |
| 4×400 метрів           | Дніпропетровська обл.Людмила Біла Марина Котеньова А. Колпакова Олена Воробченко | 3.30,2  | Київ                                      | 3.40,0  | Львівська обл.                       | 3.40,0  |
| Ходьба 5000 метрів     | Раїса Синявіна Сумська обл.                                                      | 23.37,6 | Тетяна Кривохижа Сумська обл.             | 23.46,2 | С. Красавцева Ворошиловградська обл. | 23.49,0 |
| Стрибки у висоту       | Ольга Бондаренко Ворошиловградська обл.                                          | 1,88    | Світлана Ніколаєва Ворошиловградська обл. | 1,88    | Ніна Сербіна Київ                    | 1,88    |
| Стрибки в довжину      | Тетяна Скачко Ворошиловградська обл.                                             | 6,61    | Світлана Кривозуб Донецька обл.           | 6,40    | Олена Яцук Донецька обл.             | 6,33    |
| Штовхання ядра         | Нуну Абашидзе Одеська обл.                                                       | 21,23   | Віра Цапкаленко Одеська обл.              | 19,43   | Олександра Абашидзе Одеська обл.     | 18,76   |
| Метання диска          | Валентина Карсак Одеська обл.                                                    | 60,40   | Наталія Бурлуцька Одеська обл.            | 59,80   | Надія Житкова Волинська обл.         | 56,48   |
| Метання списа          | Наталія Гнутова Київська обл.                                                    | 61,85   | Ірина Костюченкова Донецька обл.          | 56,72   | Наталія Якубенко Харківська обл.     | 56,44   |

## Інші чемпіонати
- Зимовий чемпіонат УРСР з метань був проведений 1-2 лютого в Ялті.
- Чемпіонат УРСР з кросу не проводився[джерело?].
- Чемпіонат УРСР з легкоатлетичних багатоборств був проведений 4-6 липня в Києві на Республіканському стадіоні.
- Чемпіонат УРСР з марафонського бігу був проведений 9-10 жовтня в Ужгороді на шосейній трасі, прокладеній набережною уздовж ріки Уж, зі стартом та фінішем на стадіоні «Авангард».

### Чоловіки
| Дисципліни               | Золото                             | Золото    | Срібло                          | Срібло    | Бронза                             | Бронза    |
| ------------------------ | ---------------------------------- | --------- | ------------------------------- | --------- | ---------------------------------- | --------- |
| Метання диска (зимовий)  |                                    |           |                                 |           |                                    |           |
| Метання молота (зимовий) |                                    |           |                                 |           |                                    |           |
| Метання списа (зимовий)  |                                    |           |                                 |           |                                    |           |
| Десятиборство            | Сергій Попов Дніпропетровська обл. | 8137h     | П. Лавров Дніпропетровська обл. | 7324      | А. Большаков Дніпропетровська обл. | 7128      |
| Марафон                  | Віктор Семенов Київ                | 2:17.03,0 | Володимир Никитюк Київ          | 2:17.04,0 | Олександр База Київ                | 2:18.23,0 |

### Жінки
| Дисципліни              | Золото                       | Золото  | Срібло                                  | Срібло  | Бронза                                    | Бронза |
| ----------------------- | ---------------------------- | ------- | --------------------------------------- | ------- | ----------------------------------------- | ------ |
| Метання диска (зимовий) |                              |         |                                         |         |                                           |        |
| Метання списа (зимовий) |                              |         |                                         |         |                                           |        |
| Семиборство             | Тетяна Гуденко Донецька обл. | 6157h   | Олександра Константинова Черкаська обл. | 5933    | Людмила Паламаренко Дніпропетровська обл. | 5691   |
| Марафон                 | Ірина Рубцова Київ           | 2:43.12 | Любов Свирська Житомирська обл.         | 2:43.43 |                                           |        |